# フィールズ (バンド)
フィールズ （Fields）は、アンドリュー・マカロック、グラハム・フィールド、アラン・バリーによって1971年に結成されたプログレッシブ・ロック・バンド。

## 来歴
グラハム・フィールドは元レア・バードの創設メンバーだったがバンドの内紛で脱退。教師に戻ろうかとの悩みをロバート・フリップに相談すると「もう一度やってみては？」とドラマーのアンドリュー・マカロックを紹介された。合流したマカロックから、60年代にルームシェアをしていた音楽仲間で、ギターとベースのWネックプレイヤーであるアラン・バリーが紹介され、トリオ編成のバンド「フィールズ」結成となった。バリーは「Dowlands」（1960年-1965年）のメンバーとしてキング・クリムゾン加入前のマイケル・ジャイルズやピーター・ジャイルズ、時期はずれるがゴードン・ハスケルとも活動していたこともあった。
彼らは唯一の同名アルバムを1971年に発表し、そのアルバムから1973年にシングル「ぼくの友だち」を発表した。フィールドによると、バンドが解散したのは、米国CBS本社の介入で英国CBS経営陣が入れ代わり「新顔の重役たちが我々を知りたがらなかった」からだという。フィールドはレア・バードという名前の権利を持っており、その地域とテレビのテーマの仕事などで働くことに戻っていった。その後、マカロックはグリーンスレイドの創設メンバーとなり、バリーは「King Harry」の創設メンバーとなった。

## メンバー

### 第1期 1971年10月-1972年
- グラハム・フィールド (Graham Field) - オルガン、エレクトリック・ピアノ、ピアノ
- アラン・バリー (Alan Barry) - ボーカル、ギター、アコースティックギター、ベース、メロトロン
- アンドリュー・マカロック (Andrew McCulloch) - ドラム、トーキング・ドラム

1stアルバム『フィールズ』録音。

### 第2期 1972年[3]
- グラハム・フィールド (Graham Field) - オルガン、エレクトリック・ピアノ、ピアノ
- アンドリュー・マカロック (Andrew McCulloch) - ドラム
- フランク・ファレル (Frank Farrell) - ボーカル、ギター、アコースティックギター、ベース (元ルネッサンス、元スーパートランプ)

2ndアルバム『Contrasts: Urban Roar To Country Peace』をレコーディング。未発表となっていたが、2015年に発売された。

## ディスコグラフィ

### アルバム
- 『フィールズ』 - Fields (1971年)
- Contrasts: Urban Roar To Country Peace (2015年)

### シングル
- 「ぼくの友だち」 - "Friends Of Mine" / "Three Minstrels" (1971年)